# Thập niên 450
Thập niên 450 hay thập kỷ 450 chỉ đến những năm từ 450 đến 459.